# Gerald Strickland, 1. Baron Strickland

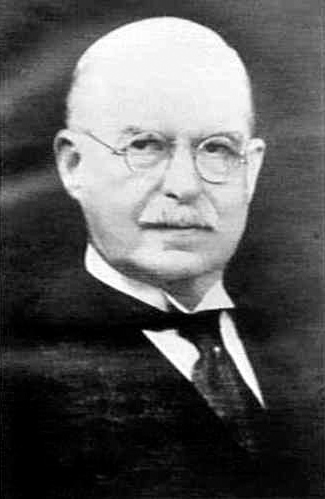
Gerald Strickland, 1. Baron Strickland

Gerald Strickland, 1. Baron Strickland, 6. Conte della Catena (* 24. Mai 1861 in Valletta; † 22. August 1940 in Attard, Malta) war ein britischer Kolonialbeamter, Politiker sowie maltesischer Politiker und Premierminister von Malta.

## Studium und frühe politische Tätigkeiten in Malta
Nach dem Studium in Malta, Großbritannien und Italien nahm er früh am politischen Leben Maltas teil. So war er Begleiter einer Delegation um Fortunato Mizzi, die in London um die Errichtung einer Gesetzgebenden Versammlung bat. Das Ergebnis dieser Bitte war die neue Verfassung des Jahres 1887. Noch im gleichen Jahr wurde er als Vertreter des Adels und der Landbesitzer in den Regierungsrat gewählt. Von 1888 bis 1902 war er Leitender Regierungssekretär.
Strickland war zudem Eigentümer und Direktor einer Druckereigesellschaft sowie der Tageszeitung „The Times of Malta“.

## Britischer Kolonialbeamter und Politiker
1902 trat Gerald Strickland in das britische Kolonialministerium (Colonial Office) ein. Zunächst war er bis 1904 Gouverneur der Leeward Islands in Westindien. Anschließend ging Strickland nach Australien und wurde nacheinander Gouverneur von Tasmanien (1904 bis 1909), Western Australia (1909 bis 1912) sowie von New South Wales (1912 bis 1917). 1924 war er zudem als Vertreter der Conservative Party Mitglied des britischen Unterhauses für den Wahlkreis Lancaster.

## Oppositionsführer und Premierminister
Nachdem die britische Regierung Malta die Selbstverwaltung zugesagt hatte und Strickland nach Malta zurückgekehrt war, gründete er 1921 die Anglo-Maltese Party. Diese schloss sich noch im selben Jahr mit der Maltese Constitutional Party (MCP) zur Conservative Party (CP) unter seinem Vorsitz zusammen. Damit war Strickland Oppositionsführer.
Bei der Parlamentswahl 1927 erzielte seine CP die Mehrheit und konnte die sogenannte „kompakte“ Allianz mit der Labour Party beenden. Von August 1927 bis Juli 1932 wirkte Strickland – als Nachfolger von Ugo Pasquale Mifsud – als Premierminister. Die wichtigsten Ereignisse seiner Amtszeit waren die Errichtung des St. Luke’s Hospital und ein empfindliches Zerwürfnis zwischen Premierminister und Senat. Der Versuch, mithilfe eines letters patent die Macht des Senates zu beschneiden, brachte Strickland in Konflikt mit den kirchlichen Autoritäten und führte zum Verfassungsstreit 1930.
Nach der Wahlniederlage gegen Mifsud im Juli 1932 wurde er erneut Oppositionsführer. Dieses Amt behielt er bis zur vorläufigen Beendigung der Selbstverwaltung im November 1933. Nach der erneuten Garantie der Selbstverwaltung durch die neue Verfassung wurde er 1939 zum Vorsitzenden der gewählten Mehrheitsfraktion im Regierungsrat gewählt.

## Ehen und Nachkommen
In erster Ehe heiratete er 1890 Lady Edeline Sackville (1870–1918), Tochter des 7. Earl De La Warr. Mit ihr hatte er sieben Kinder:
- Reginald Strickland (1892–1893)
- Mary Christina Strickland (1896–1970)
- Cecilia Victoria Strickland (* 1897)
- Mabel Edeline Strickland (* 1899)
- Margaret Angela Strickland (1900–1901)
- Walter Strickland (1901–1902)
- Henrietta May Caribbea Strickland (1903–1975)

Nach dem Tod seiner ersten Gattin heiratete er 1926 in zweiter Ehe Margaret Hulton. Die Ehe blieb kinderlos.

## Adelstitel
Von einem Onkel seiner Mutter erbte er 1875 den maltesischen Grafentitel Conte della Catena, o sia delli Mori, der 1745 vom Malteser-Großmeister Manuel Pinto de Fonseca seinem Vorfahren Pietro Gaetano Perdicomati-Bologna verliehen worden war, sowie ein damit verbundenes Anwesen auf Malta.
Am 19. Januar 1928 wurde ihm in der Peerage of the United Kingdom der erbliche Titel Baron Strickland, of Sizergh Castle in the County of Westmorland, erhoben. Der Titel war mit einem Sitz im britischen House of Lords verbunden.
Da er keine Söhne hinterließ, erlosch der Baronstitel bei seinem Tod am 22. August 1940. Das Anwesen und der Grafentitel von Catena fielen an Thomas Hornyold-Strickland, den Sohn seiner ältesten Tochter.

## Auszeichnungen
- Knight Commander of the Order of St. Michael and St. George (1889)
- Knight Grand Cross of the Order of St. Michael und St. George (1913)